# Erythronium grandiflorum
Espèce
Classification phylogénétique
Erythronium grandiflorum est une espèce de plantes herbacées de la famille des Liliaceae.

## Habitat
L'espèce est originaire de l'ouest du Canada, de l'ouest et du Centre des États-Unis, du Washington à la Californie en passant par l'Utah et le Montana. On la retrouve plus précisément dans les régions subalpines non recouvertes de forêts des montagnes Rocheuses comme dans le parc national de Glacier.

## Description
La plante possède un bulbe de 3 à 5 centimètres de large et deux feuilles vertes d’environ 20 centimètres de long. Sa tige peut atteindre 30 centimètres de haut et porte de une à trois fleurs. Chaque fleur possède des tépales jaune citron brillant, des étamines blanches avec des anthères (blanches, jaunes et rouges) et un pistil blanc.
La fleur est pollinisée  par des insectes comme le bourdon. Le bulbe fait partie de l’alimentation des grizzlys tandis que le cerf hémione se nourrit du feuillage de la plante.

## Sous-espèces
- Erythronium grandiflorum subsp. candidum Piper
- Erythronium grandiflorum subsp. grandiflorum - L'érythrone à grandes fleurs, à proprement parler